# Venus von Langenzersdorf

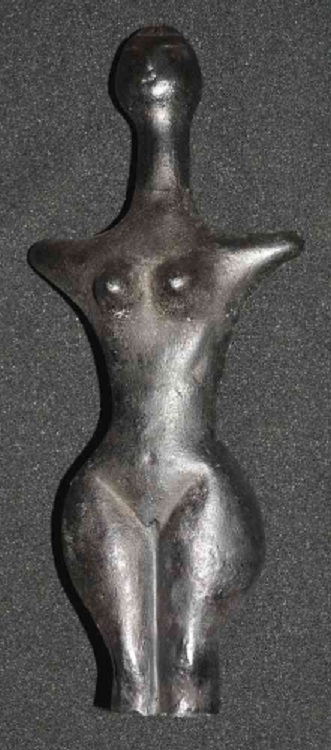
Kopie der Venus von Langenzersdorf

Die Venus von Langenzersdorf (auch Venus vom Bisamberg) ist eine 18 cm große Frauenstatuette der frühen Lengyel-Kultur, die in den Jahren 1955/56 in Langenzersdorf gefunden wurde.

## Entdeckung
Die Tonfigur wurde im Rahmen einer vom Bundesdenkmalamt in Auftrag gegebenen Ausgrabung gefunden. Hertha Ladenbauer-Orel, die Leiterin der Grabung, bezeichnete die Statuette als „Venus von Langenzersdorf“. Bei der Grabung im Ortsteil Burleiten, am Südhang des Bisambergs, wurden Siedlungsreste der Lengyel-Kultur gefunden. Die vier Bruchstücke der Statuette wurden in der Nähe einer Herdstelle gefunden. Das erste gefundene Teil, der rechte Oberschenkel, wurde am 21. Dezember 1955 entdeckt. Die Ausgrabungen und die Dokumentation fanden unter Mithilfe des Museumsvereins Langenzersdorf statt.

## Kultureller Hintergrund
Die „Mährisch-Ostösterreichische Gruppe“ der Lengyel-Kultur umfasste den Zeitraum von etwa 4300 bis 4900 Jahren v. Chr. und erstreckte sich im Gebiet zwischen Westungarn, Ostösterreich und Mähren. Auf der Flur Burleiten konnte menschliche Besiedlungen seit der Jungsteinzeit nachgewiesen werden.

## Alter und Material
Die bei der Fundstelle ebenfalls gefundenen Kohlenstoffreste wurden nach der C-14-Methode untersucht. Damit konnte die Entstehungszeit des Idols auf 4825 (± 90) v. Chr. festgelegt werden.
Die Frauenstatuette wurde aus dunkelbraunem Ton, dem kleine Steinchen beigemengt waren, geformt und anschließend gebrannt.

## Bedeutung
Die Tonfigurinen der Lengyel-Kultur bilden eine Untergruppe von Idolen in einem weiten geografischen Bereich, der von der Ägäis über Osteuropa bis Mitteleuropa reichte. Über die Bedeutung der Figurinen ist man sich in Fachkreisen nicht einig. Marija Gimbutas vertritt die Ansicht, dass es sich dabei um eine Vereinigung zwischen weiblichen und männlichen Symbolen handelt, da der Hals-Kopfbereich an einen Phallus erinnert, der Körper abwärts des Halses jedoch weiblich ist. Somit wären Kraft (männlich) und Fruchtbarkeit (weiblich) in einer Figur vereint. Es gibt jedoch auch andere Interpretationen, welche von gleichzeitiger Darstellung von Mütterlichkeit und Jungfräulichkeit bis zu Ackerzauber reichen. Auch Ähnlichkeiten mit einem Tieridol wurden vermutet.

## Ausstellungen
1958 wurde die Venus von Langenzersdorf bei der Weltausstellung in Brüssel im österreichischen Pavillon präsentiert. Das Heimatmuseum Langenzersdorf zeigt neben einigen originalen Fundstücken der Lengyel-Kultur eine Kopie der Statuette. Das Original befindet sich in Privatbesitz. Bei der Feier zum 900-Jahr-Jubiläum der Marktgemeinde Langenzersdorf im Jahr 2008 war die originale Venus von Langenzersdorf einen Tag lang öffentlich ausgestellt.

## Wissenswertes

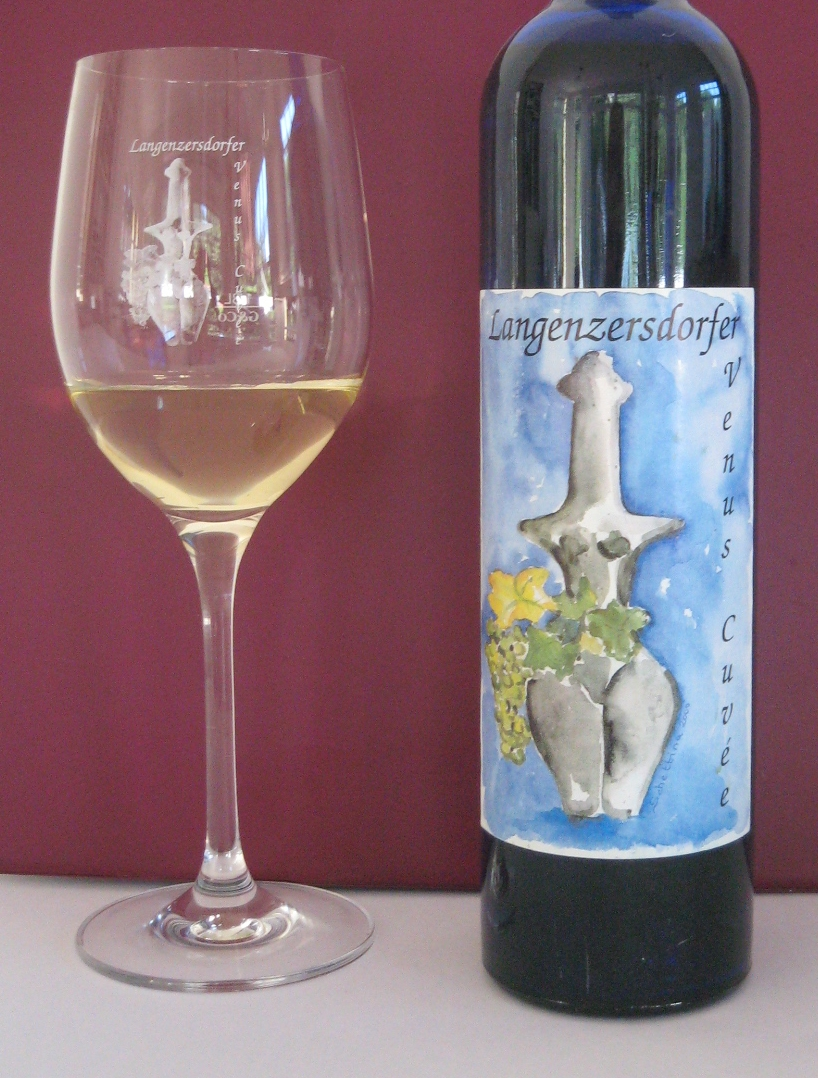
Venus Cuvée

Seit dem Jahr 2000 fungiert die Venus von Langenzersdorf als Namenspatronin für die sogenannte „Venus-Cuvée“, die von sieben Langenzersdorfer Winzern gemeinsam erzeugt wird. Auf dem Etikett dieses Weines ist eine stilisierte Venus abgebildet.
Im Widerspruch zur Fachliteratur wird die Statuette umgangssprachlich auch als Venus vom Bisamberg bezeichnet.

## Dokumentationen
- Lady Sapiens – Auf den Spuren eines Steinzeit-Mythos. (Originaltitel: Lady Sapiens, à la recherche des femmes de la préhistoire.) TV-Dokumentation von Thomas Cirotteau (Regie), F/CDN/B/J/USA 2021, deutsche Synchronfassung ZDF/ ZDFinfo 2022.